# میکی کوهن
میکی کوهن (به انگلیسی: Mickey Kuhn؛ زادهٔ ۲۱ سپتامبر ۱۹۳۲ - درگذشتهٔ ۲۰ نوامبر ۲۰۲۲) هنرپیشه اهل ایالات متحده آمریکا بود. تئودور متیو مایکل کوهن جونیور یک هنرپیشه بود. او کار خود را به‌عنوان یک بازیگر از کودکی آغاز کرد و در دوران طلایی هالیوود روی پرده سینما فعال بود. او به خاطر بازی در نقش بیو ویلکس در بربادرفته (فیلم ۱۹۳۹) شهرت دارد. کوهن همچنین در خوارز (۱۹۳۹)، درختی در بروکلین رشد می‌کند (۱۹۴۵)، عشق عجیب مارتا آیورز (۱۹۴۶)، رودخانه سرخ (۱۹۴۸)، پیکان شکسته (۱۹۵۰)، و تراموا به نام هوس (۱۹۵۱) ظاهر شد. او سینما را در سال ۱۹۵۶ ترک گفت و آخرین حضور خود را در برنامه تلویزیونی آلفرد هیچکاک به نمایش گذاشت.

## مرگ
کوهن در نیپلز، فلوریدا زندگی می‌کرد و چهار ساعت در هفته در یک بیمارستان محلی به‌طور داوطلبانه کار می‌کرد. او در ۲۰ نوامبر ۲۰۲۲ در سن ۹۰ سالگی در یک خانه سالمندان در نیپلز درگذشت.